# Les Grandes-Chapelles
Les Grandes-Chapelles ist eine französische Gemeinde mit 398 Einwohnern (Stand: 1. Januar 2022) im Département Aube in der Region Grand Est; sie gehört zum Arrondissement Nogent-sur-Seine und zum Kanton Creney-près-Troyes.

## Geographie
Les Grandes-Chapelles liegt etwa 23 Kilometer nordnordwestlich von Troyes im Süden der Trockenen Champagne. Umgeben wird Les Grandes-Chapelles von den Nachbargemeinden Prémierfait im Norden, Nozay im Nordosten, Saint-Étienne-sous-Barbuise im Osten, Saint-Remy-sous-Barbuise im Osten und Südosten, Voué im Südosten, Chapelle-Vallon im Süden, Rilly-Sainte-Syre im Südwesten und Westen sowie Droupt-Saint-Basle im Westen und Nordwesten. Die Gemeinde hat Anteile an zwei großen Windparks.

## Bevölkerungsentwicklung
| Jahr                       | 1962 | 1968 | 1975 | 1982 | 1990 | 1999 | 2006 | 2019 |
| Einwohner                  | 427  | 378  | 354  | 344  | 325  | 326  | 360  | 398  |
| Quellen: Cassini und INSEE |      |      |      |      |      |      |      |      |

## Sehenswürdigkeiten

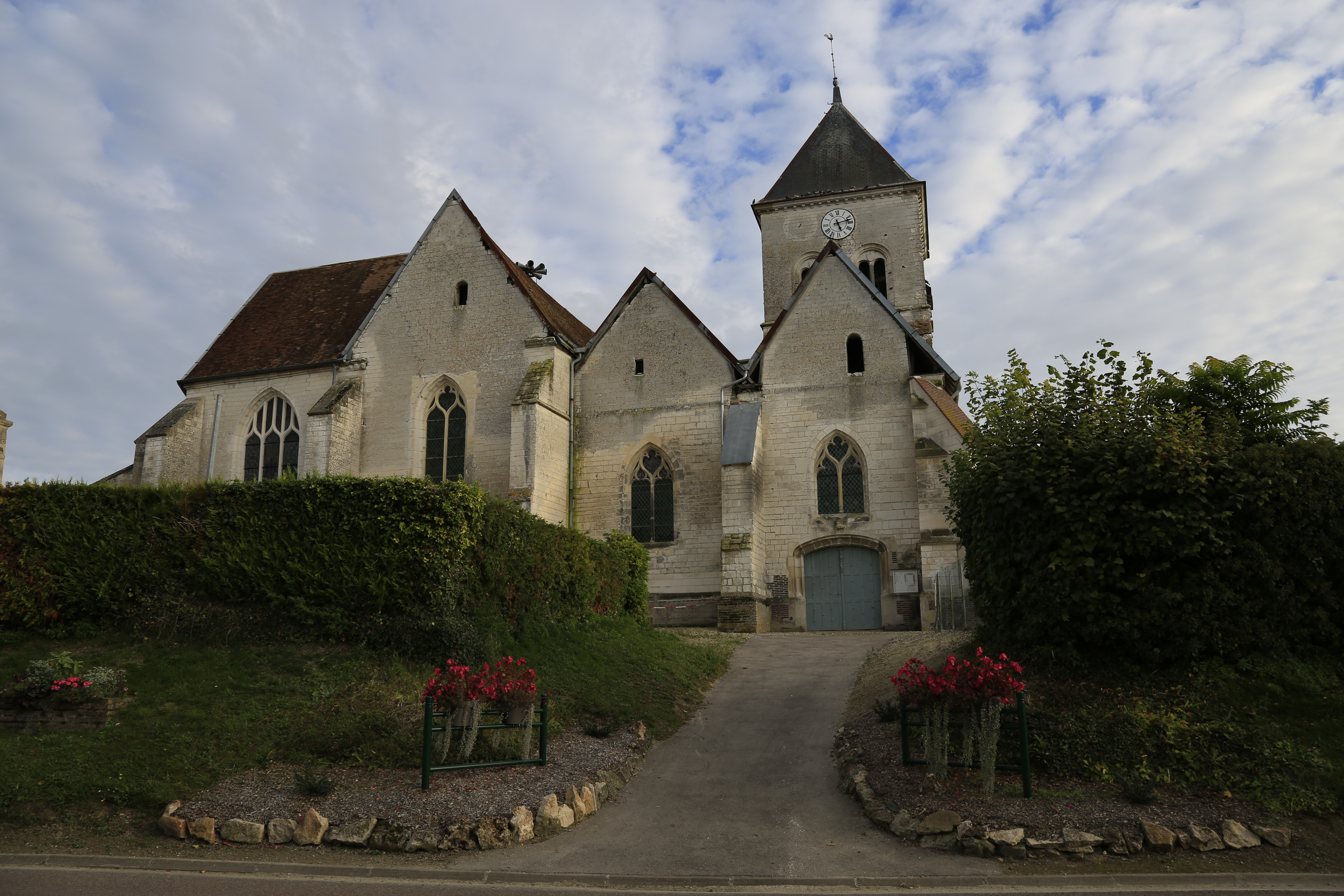
Kirche Saint-Pierre-Saint-Paul

- Kirche Saint-Pierre-Saint-Paul